# Victot-en-Auge
Victot-en-Auge es una comuna nueva francesa situada en el departamento de Calvados, de la región de Normandía.

## Historia
Fue creada el 1 de enero de 2025, en aplicación de una resolución del prefecto de Calvados de 30 de septiembre de 2024 con la unión de las comunas de Gerrots y Victot-Pontfol, pasando a estar el ayuntamiento en la antigua comuna de Victot-Pontfol.

## Demografía
Según los datos aportados en la resolución del prefecto de Calvados, la comuna se crea con 137 habitantes.

## Composición
| Comuna delegada | Código INSEE | Población (2022) | Superficie (km²) | Densidad (hab./km²) |
| --------------- | ------------ | ---------------- | ---------------- | ------------------- |
| Gerrots         | 14300        | 51               | 3.48             | 15                  |
| Victot-Pontfol  | 14743        | 80               | 10.66            | 7.5                 |